# Новый Убей
Новый Убей — село в Дрожжановском районе Татарстана. Входит в состав Село-Убейского сельского поселения.

## География
Находится в юго-западной части Татарстана на расстоянии приблизительно 13 км на восток-северо-восток по прямой от районного центра села Старое Дрожжаное на речке Малая Цильна.

## История
Основано в XVII веке. В дореволюционных документах упоминалось также как Куликеева.

## Население
В селе числилось в 1859 году — 412 человек, в 1897 — 664, в 1913 — 900, в 1920 — 912, в 1926 — 1056, в 1938 — 1156, в 1949 — 1190, в 1958 — 1131, в 1970 — 1311, в 1979 — 1102, в 1989 — 734. Постоянное население составляло 713 человек (чуваши 99 %) в 2002 году, 695 — в 2010.